# 回俄区
回俄区，是缅甸佤邦南部地方行政管理委员会下辖的一个区。在缅甸官方区划中，回俄隶属于掸邦孟东县孟东镇区班巴金分镇区。

## 行政区划
回俄区下辖9乡：
- 忠孝乡：四村
- 和平乡
- 信义乡
- 仁爱乡
- 八德乡
- 五福乡
- 四维乡
- 崩东乡
- 南木雷乡